# Pronoo
En la mitología griega Prónoo o Pronoo (en griego Πρόνοος) es el nombre de varios personajes:
- Un hijo de Fegeo que asesinó a su cuñado Alcmeón por orden de su padre. Alcmeón había abandonado a la hermana de Pronoo, Alfesibea, y se casó con otra mujer, que le exigió el collar de Erífile (que estaba en poder de Fegeo) para continuar con él. Con el fin de que se lo dieran voluntariamente, Alcmeón fingió que necesitaba el collar para entregarlo en el oráculo de Delfos y liberarse así de las erinias, que lo estaban persiguiendo. Pero enterado Fegeo del engaño ordenó a Pronoo y a su hermano Agenor que le mataran cuando saliese de su casa. Alfesibea, que no sabía nada, presenció cómo sus hermanos mataban a su marido, y les maldijo con morir antes de la siguiente luna nueva. Fegeo aconsejó a sus hijos que se dirigieran a Delfos para purificarse del asesinato, pero éstos pensaron primero en convencer a su hermana para que retirara la maldición y, al desviarse de su camino, fueron asaltados por los hijos de Alcmeón y su segunda esposa, que les dieron muerte.[1][2]
- Un hijo de Deucalión y Pirra, según una versión aislada, y hermano de Maratonio y Oresteo. Se dice que fue padre de Helén.[3]
- Uno de los combatientes troyanos. Patroclo lo mató durante la guerra de Troya.[4]
- Uno de los pretendientes de Penélope, nativo de la misma Ítaca.[5]